# Korazim
Korazim (hebrejsky כּוֹרָזִים, anglicky Korazim) je vesnice typu společná osada (tedy bez kolektivního hospodaření) v Izraeli, v Severním distriktu, v Oblastní radě Mevo'ot ha-Chermon.

## Geografie
Leží v nadmořské výšce 179 metrů v údolí řeky Jordán v Horní Galileji. Je situována na svazích cca 3 kilometry severně od břehů Galilejského jezera.
Vesnice se nachází cca 13 kilometrů severně od města Tiberias, cca 118 kilometrů severovýchodně od centra Tel Avivu a cca 53 kilometrů severovýchodně od centra Haify. Korazim obývají Židé, přičemž osídlení v tomto regionu je ryze židovské. Výjimkou je město Tuba-Zangarija cca 7 kilometrů severovýchodním směrem, které obývají izraelští Arabové, respektive Beduíni.
Korazim je na dopravní síť napojen pomocí dálnice číslo 90. Z ní nedaleko odtud odbočuje dálnice číslo 85 ve směru Akko. Spojení s dalšími vesnice při severním břehu jezera zajišťuje lokální silnice číslo 8277.

## Dějiny
Korazim byl založen v roce 1983. Podle jiného pramene ale vesnice vznikla už roku 1979 jako soukromá iniciativa skupiny farmářů. Roku 1991 se obec sloučila se sousední obcí Ma'of (מעוף). Původně šlo o kolektivní vesnici typu mošav, ale po fúzi s vesnicí Ma'of se změnila na individuální společnou osadu.
Ekonomika obce je založena na turistickém ruchu (ubytování pro turisty). Velká část obyvatel dojíždí za prací mimo obec. Nedaleko od vesnice se nachází lokalita Chorazin zmiňovaná v Novém zákoně, kde byly objeveny pozůstatky synagogy z počátku letopočtu a další artefakty. Místo navštívil během své návštěvy Izraele na přelomu 20. a 21. století papež Jan Pavel II.
V obci funguje zařízení předškolní péče o děti. Základní škola je v komplexu Ramat Korazim poblíž vesnice Elifelet, střední školy v jiných obcí v tomto regionu. V obci je k dispozici zdravotní ordinace a sportovní areály.

## Demografie
Obyvatelstvo Korazim je sekulární. Podle údajů z roku 2014 tvořili naprostou většinu obyvatel v Korazim Židé (včetně statistické kategorie "ostatní", která zahrnuje nearabské obyvatele židovského původu ale bez formální příslušnosti k židovskému náboženství).
Jde o menší sídlo vesnického typu s dlouhodobě stagnující populací. K 31. prosinci 2014 zde žilo 371 lidí. Během roku 2014 populace klesla o 0,5 %.
| Rok            | 1995 | 2001 | 2003 | 2004 | 2005 | 2006 | 2007 | 2008 | 2009 | 2010 | 2011 | 2012 | 2013 | 2014 |
| -------------- | ---- | ---- | ---- | ---- | ---- | ---- | ---- | ---- | ---- | ---- | ---- | ---- | ---- | ---- |
| Počet obyvatel | 303  | 412  | 427  | 430  | 432  | 444  | 433  | 428  | 368  | 363  | 369  | 375  | 373  | 371  |